# Penselråg
Penselråg (Dasypyrum villosum) är en gräsart som först beskrevs av Carl von Linné, och fick sitt nu gällande namn av Vincze von Borbás. Enligt Catalogue of Life ingår Penselråg i släktet penselrågsläktet och familjen gräs, men enligt Dyntaxa är tillhörigheten istället släktet penselrågsläktet och familjen gräs. Arten förekommer tillfälligt i Sverige, men reproducerar sig inte. Inga underarter finns listade i Catalogue of Life.